# Тогайка

Тогайка — сезонная река в России, протекает в Воронежской области. Левый приток реки Савала.

## География
Река Тогайка берёт начало примерно в 5 км к западу от села Кирсановка. Течёт на запад. Устье реки находится ниже посёлка Заречье. Длина реки составляет 15 км. 

## Данные водного реестра
По данным государственного водного реестра России относится к Донскому бассейновому округу, водохозяйственный участок реки — Савала, речной подбассейн реки — Хопер. Речной бассейн реки — Дон (российская часть бассейна).
По данным геоинформационной системы водохозяйственного районирования территории РФ, подготовленной Федеральным агентством водных ресурсов:
- Код водного объекта в государственном водном реестре — 05010200312107000007218
- Код по гидрологической изученности (ГИ) — 107000721
- Код бассейна — 05.01.02.003
- Номер тома по ГИ — 07
- Выпуск по ГИ — 0